# Jednadvacet

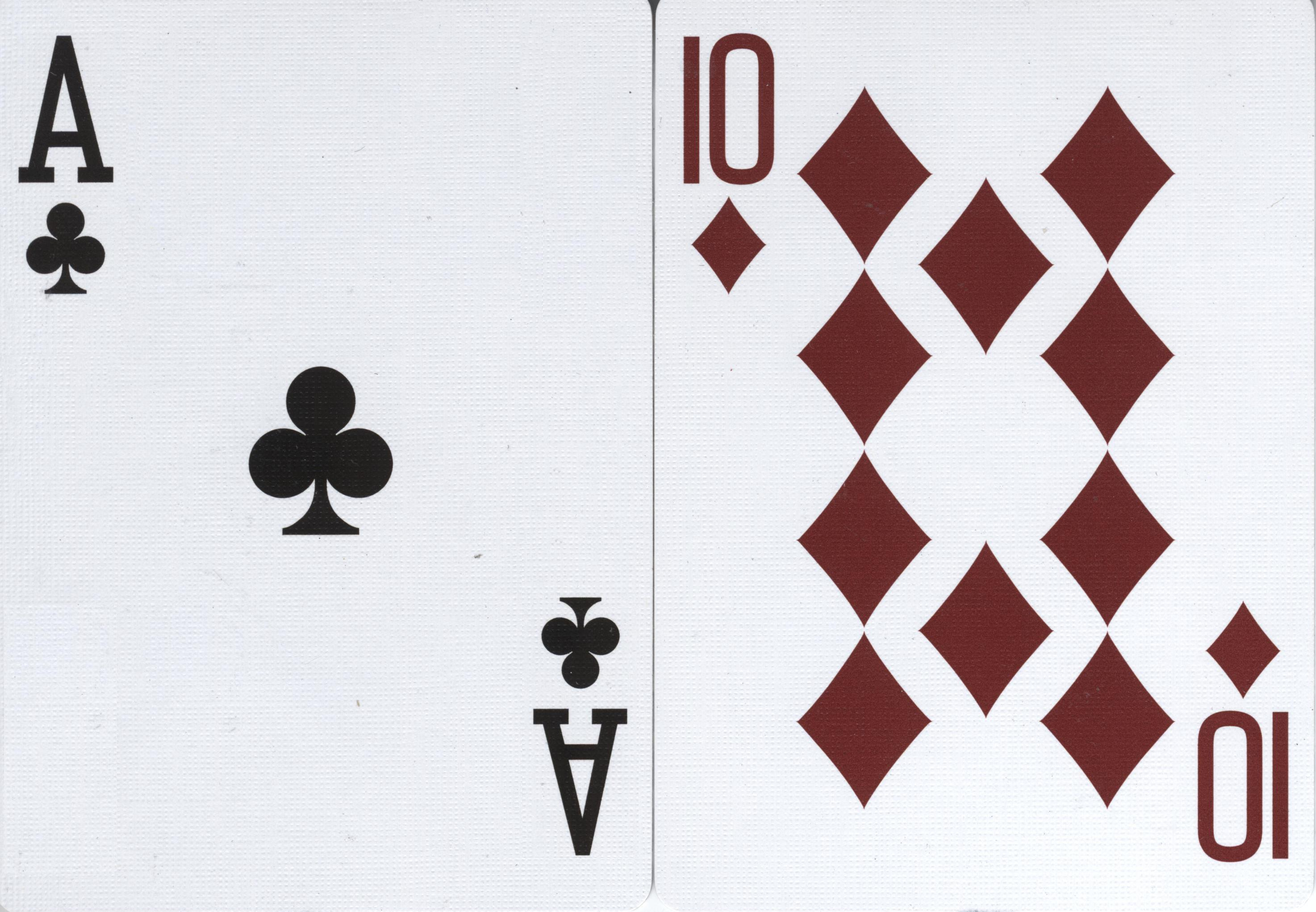
Moderní vzhled karet na Blackjack, který se z Jednadvacet vyvinul.

Jednadvacet (také oko bere, oko, jedenadvacet aj.) je známá karetní hra. Jde o českou modifikaci francouzské karetní hry vingt-et-un (v anglickém prostředí známo jako pontoon), z níž se vyvinuly také hry blackjack a baccarat.

## Historie
Hra se začala hrát po roce 1700 ve Francii a pod různými názvy a variantami se postupně rozšířila do celého světa. Hlavní její varianta je známá v kasinech celého světa pod názvem Black Jack. O její španělské variantě se pod názvem ventiuna zmiňuje už Miguel de Cervantes y Saavedra v povídce Rohánek a Střihánek ze sbírky Příkladné novely.
Hlavním rozdílem mezi různými variantami je (krom použitého typu karet) počítání hodnot. Například v angloamerickém blackjacku (a také v původní vingt-et-un) mají například číselné karty svou nominální hodnotu, král, královna a junek hodnotu 10 a eso zároveň hodnotu 1 a 11, podle toho, která je právě výhodnější.
Podle věstníků zakázaných hazardních her byla rozšířena i v Čechách v druhé půli 18. století. V jednom z těchto věstníků z roku 1788 je uvedena pod názvem Oko nebo Gespenst. Hra je u nás dodnes populární.

## Popis hry
Hraje se s mariášovými kartami a oproti blackjacku a baccaratu se liší v podstatě jen v počítání bodových hodnot. Jde o poměrně jednoduchou a rychlou karetní hru, a i proto byla a je poměrně oblíbená. Jednadvacet patří mezi tradiční české hry, hraje se často dodnes. Zejména v dřívějších dobách se velmi často hrála o peníze a byla jednou z nejoblíbenějších hazardních her v českém prostředí.
Hru může hrát v podstatě libovolný počet hráčů, jeden z nich je bankéř a rozdává – tato pozice se při hře většinou střídá podle dohodnutých pravidel (např. pokud se při hře vyskytne oko, stává se hráč, který ho měl, bankéřem, a podobně). Na začátku rozdá bankéř každému hráči i sobě dvě karty. Hráči kromě bankéře si karty prohlédnou a pokud chtějí, žádají ho o další, přičemž uzavírají s bankéřem výši sázky. V okamžiku, kdy už žádný hráč nechce další karty, odkryje své karty bankéř a rovněž si, pokud chce, přibírá karty. Poté všichni hráči odkryjí své karty a srovnají své součty bodových hodnot.
Cílem hry je dosáhnout kombinace karet s co nejvyšším součtem bodových hodnot – hráč, který má nejvyšší součet bodových hodnot vyhrává. Zároveň však souhrnná bodová hodnota karet v ruce hráče nesmí překročit číslo 21. Pokud tuto hodnotu překročí, hráč ohlásí, že je trop (z francouzského trop – příliš), či česky přes a automaticky prohrává. Pokud bodová hodnota v ruce hráče bude přesně 21, jde o takzvané oko.

## Hodnota karet
Bodové hodnoty karet jsou tyto: karty 7–10 si své hodnoty ponechávají, svršek a spodek mají hodnotu 1, král hodnotu 2 a eso hodnotu 11 nebo 10. Hráč, který má oko, získává od bankéře trojnásobek vsázky bez ohledu na karty ostatních hráčů. Speciálním případem je situace, kdy dostane hráč na samém začátku hry dvě esa; ta mají v takovém případě dohromady hodnotu 21 – této kombinaci se říká také „fojer“.
Hrají se též varianty s odlišným počítáním karet: spodek, svršek a král za jeden až tři body.
„Šantal“ – červená/srdcová sedma se počítá v různých variantách hry za 7, 10, 11 nebo 1, 7, 10, 11 podle toho jak se hráči hodí. Když se karta snímá/otáčí a hraje hráč s bankéřem na stejnou kartu platí pouze za hodnoty 10, 11.